# Taedong-Tor

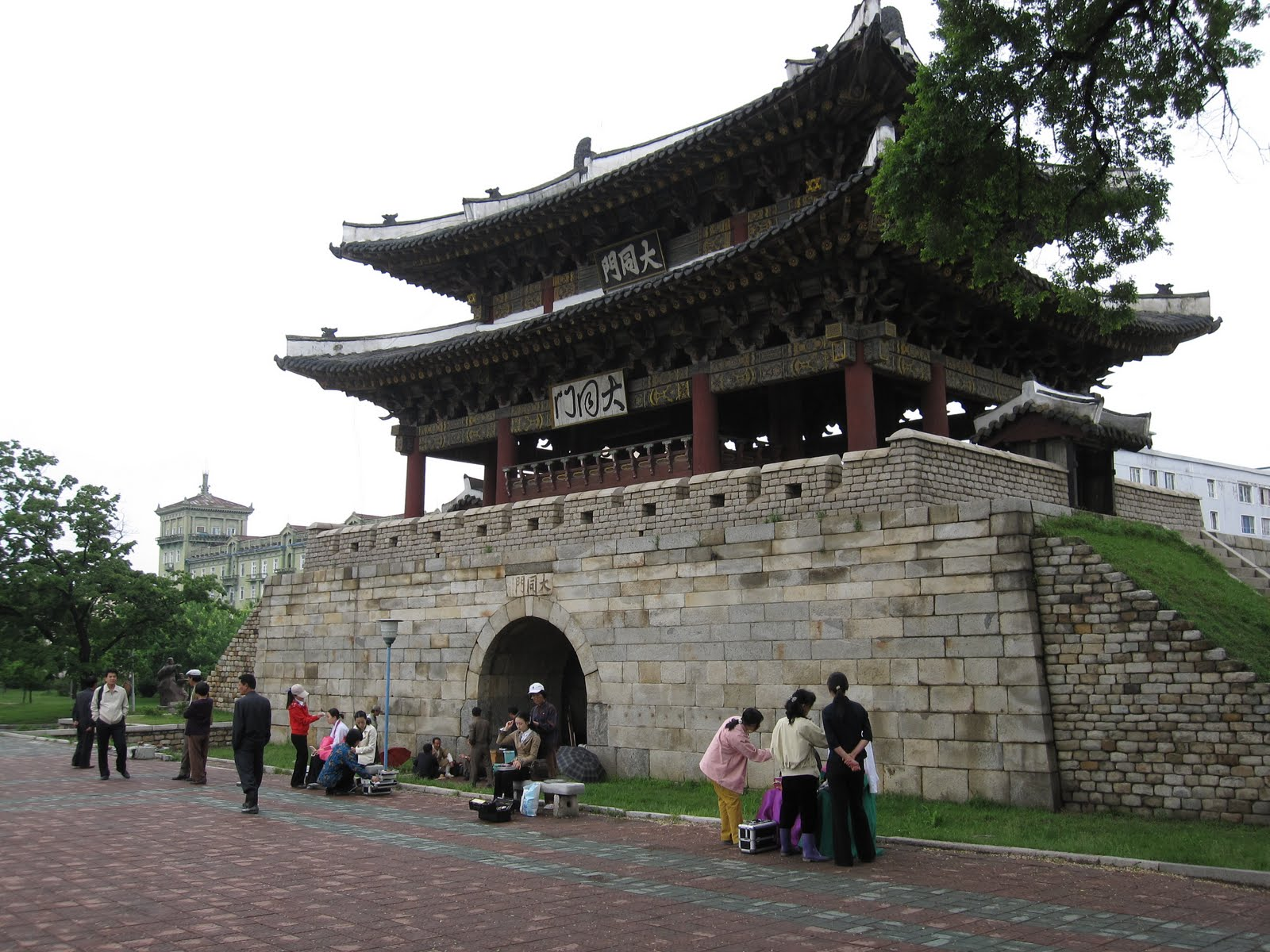
Taedong-Tor

Das Taedong-Tor ist das Osttor der damaligen mittelalterlichen Festung von Sŏgyong, der heutigen nordkoreanischen Hauptstadt Pjöngjang und Nordkoreanischer Nationalschatz #4. Es befindet sich in dem nach ihm benannten Ortsteil Taedongmun-dong des Stadtbezirks Chung-guyŏk. Seinen Namen trägt es nach dem in unmittelbarer Nähe verlaufenden Flusses Taedong.
Weitere noch erhaltene Teile der ehemaligen Festung sind das Pothong-Tor, das Ulmil-Pavillon und das Ryongwang-Pavillon.

## Geschichte

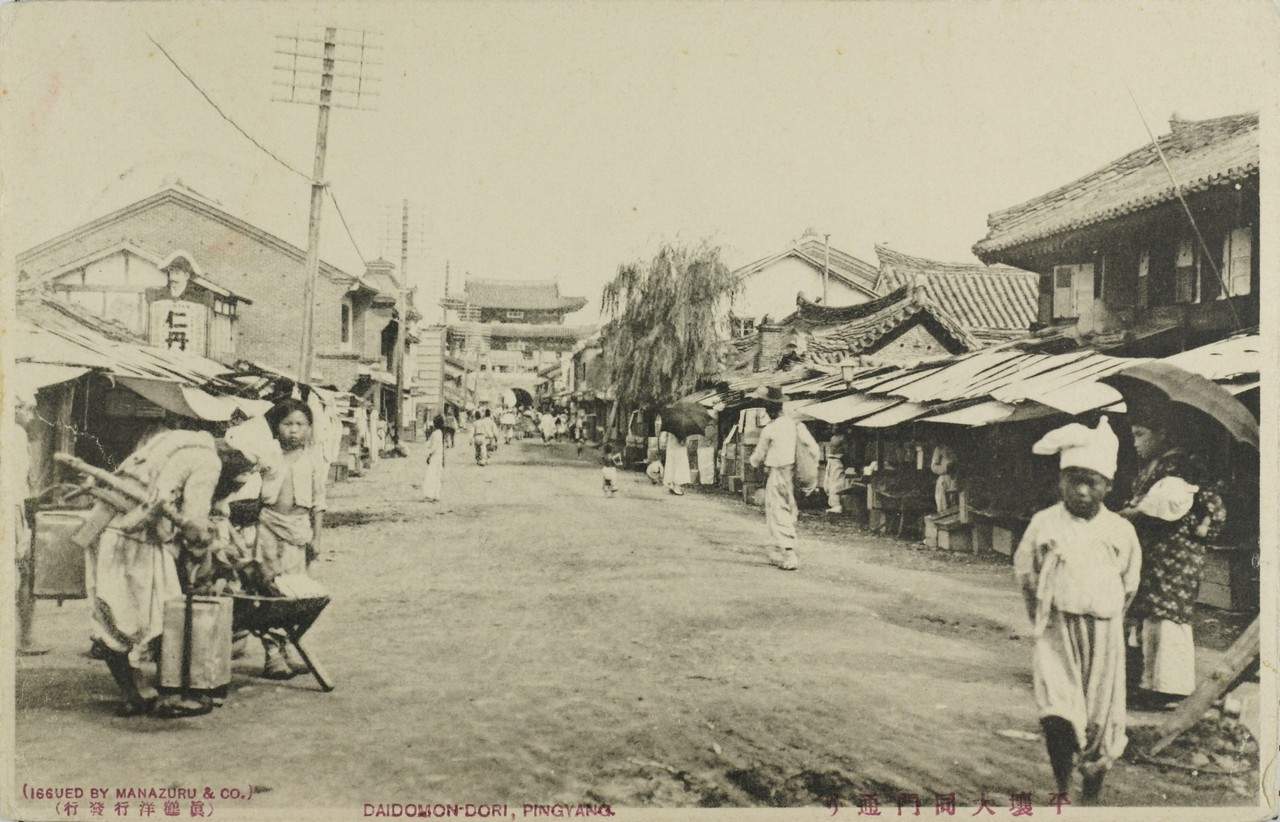
Das Taedong-Tor am Ende der Taedong-Straße um 1910

Das Tor wurde ursprünglich im 6. Jahrhundert während der Goguryeo-Ära erbaut. Im Imjin-Krieg, Ende des 16. Jahrhunderts, wurde es durch einen Brand zerstört und 1635 erneut aufgebaut. Im Torhaus wird die 1866 erbeutete Ankerkette des US-amerikanischen Kanonenboots USS General Sherman aufbewahrt.

## Architektur
Das Bauwerk befindet sich auf einem Granit-Sockel und besteht aus einem zweigeschossigen Pavillon, dem sogenannten Euphoru-Pavillon (읍호루, 挹灝樓).

## Motiv in der Kunst
Das Taedong-Tor ist in einer Filmsequenz zu sehen, die während des Prologs des großen Arirang-Festivals auf die Tribüne projiziert wird.